# Yang Hak-jin
Yang Hak-jin (hangul: 양학진) también conocido artísticamente como Hak Jin (hangul:학진), es un actor y modelo surcoreano.

## Biografía
Estudió en la Universidad Myongji (en inglés: "Myongji University").
Hak-jin fue un exjugador de voleibol profesional durante 10 años, pero debido a una lesión en la rodilla, tuvo que dejar de practicar dicho deporte.
Es amigo del jugador de voleibol profesional Moon Sung-min y la jugadora Han Song-yi, así como del cantante Jota.

## Carrera
Es miembro de la agencia "SidusHQ" (싸이더스HQ).
Ha aparecido en sesiones fotográficas para "Mens Health Korea", entre otros...
En 2016 se unió al elenco principal de la serie The Miracle, donde interpretó a Han Gyo-seok, el interés amoroso de la estudiante Kwon Si Yeon (Hong Yoon-hwa).
El 8 de marzo del mismo año se unió al elenco del programa Cool Kiz on the Block donde participó durante la práctica del deporte de Voleibol junto a Kang Ho-dong, Oh Man-seok, Jota, Kangnam, Lee Jae-yoon, Jo Dong-hyuk, Ryohei Otani, Kim Se-jin, Sleepy y Gu Gyo-ik, hasta el 5 de julio del mismo año.
En diciembre del mismo año se unió al elenco recurrente de la serie Solomon's Perjury, donde interpretó al estudiante Kim Dong-hyun, hasta el final de la serie en enero de 2017.
En el 2017 apareció como invitado en dos episodios de la serie My Father is Strange, donde interpretó a Yeon Tae-Soo, el exnovio de Byun Ra-young (Ryu Hwa-young).

## Filmografía

### Series de televisión
| Año         | Título                     | Personaje     | Notas                     |
| ----------- | -------------------------- | ------------- | ------------------------- |
| 2018 - 2019 | Clean with Passion for Now | Kim Dong-hyun |                           |
| 2018        | Soul Driver                | Shi-wan       | 5 episodios - (serie web) |
| 2017        | My Father is Strange       | Yeon Tae-Soo  | 2 episodios               |
| 2016 - 2017 | Solomon's Perjury          | Kim Dong-hyun | -                         |
| 2016        | My Runway                  | Chung-sik     | 6 episodios - (serie web) |
| 2016        | The Miracle                | Han Gyo-seok  | 12 episodios              |
| 2016        | Nightmare Teacher          | Suk Pil-ho    | -                         |
| 2016        | Tong: Memories             | Kim Jin-woo   | 12 episodios              |
| 2014        | Reset                      | Kim Jin-woo   | ep. 2                     |

### Programas de televisión
| Año  | Programa              | Notas                                   |
| ---- | --------------------- | --------------------------------------- |
| 2016 | Cool Kiz on the Block | 18 episodios - (Ep. #146-163) - miembro |
| 2016 | Showbiz Korea         | -                                       |

### Videos musicales
| Año  | Grupo / Cantante | Canción                           | Notas                        |
| ---- | ---------------- | --------------------------------- | ---------------------------- |
| 2015 | 2EYES            | "PIPPI"                           | apareció en el video musical |
| 2015 | Wax              | "How I Wish It Could Be That Way" | apareció en el video musical |